# Дейв Маєрс (баскетболіст)
Дейв Маєрс (англ. Dave Meyers; 21 квітня 1953, Сан-Дієго — 9 жовтня 2015, Темекула, Каліфорнія) — американський професіональний баскетболіст, що грав на позиції важкого форварда за команду НБА «Мілвокі Бакс».

## Ігрова кар'єра
На університетському рівні грав за команду УКЛА (1972—1975). На першому курсі був гравцем заміни, проте допоміг команді виграти турнір NCAA. На другому курсі вже став основним гравцем, а його партнерами були Білл Волтон та Джамал Вілкс. Проте команді не вдалось повторити свій успіх. Волтон та Вілкс закінчили навчання, а Маєрс став одноосібним лідером УКЛА, яку привів до чемпіонства 1975 року.
1975 року був обраний у першому раунді драфту НБА під загальним 2-м номером командою «Лос-Анджелес Лейкерс». Проте професіональну кар'єру розпочав виступами за «Мілвокі Бакс», куди разом з Елмором Смітом, Джуніором Бріджменом та Браяном Вінтерсом майже одразу був обміняний на Каріма Абдул-Джаббара та Волта Веслі. Захищав кольори команди з Мілвокі протягом усієї історії виступів у НБА, яка налічувала 5 сезонів.
У дебютному сезоні набирав 7,4 очка та 6,2 підбирання за гру. У своєму третьому матчі у лізі набрав 28 очок.
10 квітня 1977 у матчі проти «Сан-Антоніо Сперс» набрав 31 очко, що було його новим особистим рекордом. 15 листопада того ж року оновив рекорд, набравши 32 очки у матчі проти «Портленд Трейл-Блейзерс».
Після чотирьох сезонів у НБА Маєрс несподівано вирішив завершити спортивну кар'єру, мотивуючи це тим, що хоче більше уваги приділяти сім'ї та більше часу проводити у вірі Свідків Єгови.